# Slovakiens damlandslag i innebandy
Slovakiens damlandslag i innebandy representerar Slovakien i innebandy på damsidan.

## Historik
Laget spelade sin första landskamp den 13 november 2004, då man i Budapest föll med 1-4 Ungern.

### Fotnoter
1. ↑  ”International Floorball Federation”. http://www.floorball.org/default.asp?kieli=826&sivu=148&alasivu=148. Läst 22 augusti 2011.